# دارکو گیابی
دارکو گیابی (انگلیسی: Darko Gyabi؛ زادهٔ ۱۸ فوریهٔ ۲۰۰۴) بازیکن فوتبال است.
وی همچنین در تیم‌های ملی فوتبال زیر ۱۶ سال انگلستان و زیر ۱۸ سال انگلستان بازی کرده‌است.